# Tawasa

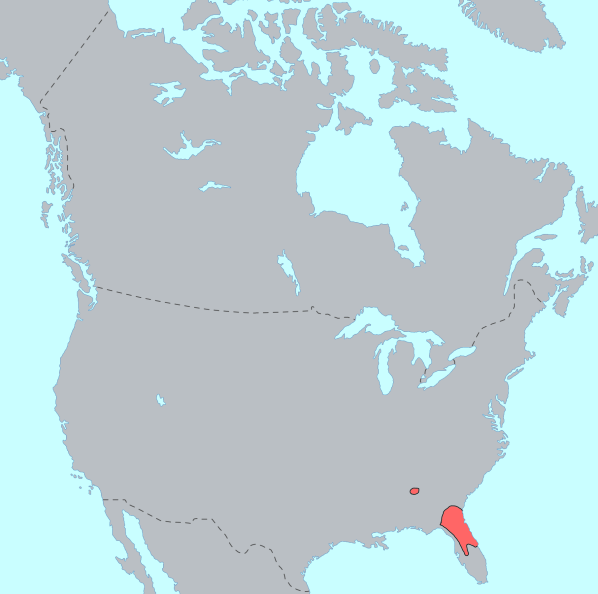
Distribució de la llengua timucua

El tawasa és una llengua ameríndia extingida parlada fins al segle xviii. Aparentment era la llengua dels tawases de l'actual Alabama, i es coneix exclusivament a través d'una llista de paraules atribuïdes a un tawasa anomenat Lamhatty, recollides en 1707.
John Reed Swanton va estudiar la llista de Lamhatty i va identificar la llengua com un dialecte timucua, el que suggereix que era intermediari entre el timucua i el muskogi. Aquesta opinió ha estat tema de debat acadèmic significatiu, amb alguns, com Julian Granberry considerant-la un dialecte del timucua, altres argumentant que era una llengua diferent de la família timucua, i no obstant això altres, com John Hann dubtant que Lamhatty fos un tawasa. El llenguatge mostra significativa influència alibamu influència, incloent la Muskogean el mateix sufix pel subjecte t.

## Evidències
En 1707 un indi anomenat Lamhatty va arribar a la colònia britànica de Virgínia, arribant finalment a la finca del coronel John Walker. Interessat per ell, Walker va presentar-li l'historiador colonial Robert Beverley. A través d'un intèrpret, Lamhatty va explicar que ell era del llogaret de Tawasa prop del Golf de Mèxic, i que havia estat esclavitzat pels tuscarores i transportat cap a l'est, on va ser venut als Savannahs. Posteriorment va fugir i va arribar a Virgínia. Walker va recollir un lèxic de 60 paraules que va aprendre de Lamhatty al revers d'una carta, mentre Beverley escrivia un relat de la història de Lamhatty. Segons Beverley, Walker va començar a tractar Lamhatty com un esclau, un cop es va assabentar que altres tawasa també havien estat esclavitzats, el que porta a un desanimat Lamhatty a fugir als boscos, i mai es va saber res més d'ell.
Estudiar la llista de paraules, John Reed Swanton va assenyalar la similitud amb la llengua timucua, i va suggerir que el tawasa era un intermediari amb les llengües muskogi. El lingüista Julian Granberry l'identifica com un dialecte del timucua. Victor Golla (2007) argumenta que és millor considerar-la com una llengua separada. Altres, com John Hann, són escèptics de l'exactitud del relat de Beverley, i dubten de si Lamhatty era realment un tawasa.

## Vocabulari
Les paraules tawasa són una mica difícils de distingir, a causa de la repronunciació angelsa. Per exemple, oo, ou correspon al timucua u, ough a o, eu a yu, i sovint e, ee al timucua i. El tawasa w correspon al Timucua b, que probablement es pronunciava β. El timucua c, q era [k]; qu era [kʷ]. Algunes de les correspondències següents tenen una t final en tawasa, que apareix com a sufix muskogi. Altres semblen tenir la copula timucua -la. Les formes timucua són del dialecte mocama.
| Tawasa         | Timucua      | glossa       |
| -------------- | ------------ | ------------ |
| effalàh        | efa-la       | gos          |
| písso          | pesolo       | pa           |
| soúa           | soba         | carn         |
| pítcho-t       | picho        | ganivet      |
| ocoò-t         | ucu          | beguda       |
| heă-t          | hiyaraba     | gat          |
| yáukfah        | yaha         | 1            |
| eúksah         | yucha        | 2            |
| hóp-ho         | hapu         | 3            |
| checúttah      | cheqeta      | 4            |
| márouah        | marua        | 5            |
| mareékah       | mareca       | 6            |
| pekétchah      | piqicha      | 7            |
| pekénnahough   | piqinaho     | 8            |
| peétchcuttah   | peqecheqeta  | 9            |
| toómah         | tuma         | 10           |
| tomo-eúcha     | tuma-yucha   | 20           |
| foóley         | hue-le       | mà           |
| hewéenou       | hinino       | tabac        |
| ocut-soúa      | ucuchua      | porta        |
| oū             | ho           | Jo           |
| hé             | he           | tu           |
| uēkqūah        | ca           | aquí         |
| uēkheth        | heqe         | allí         |
| hĕmèh          | hime         | venir        |
| héwah          | hiba         | seure        |
| loókqŭy        | (a)ruqui     | noi          |
| néăh           | nia          | dona         |
| wiedōō         | biro         | home         |
| colúte         | colo         | arc          |
| wiéo-tt        | ibi          | aigua        |
| wiéo-tt opù-t  | ibi-api      | aigua salada |
| yōwe           | yayu         | gran         |
| chicky, chiéky | chiri, qichi | petit        |
| sōquàh         | chuca        | quant        |

Correspondències amb muskogi i natchez són,
| Tawasa         | Muskogi            | Timucua | glossa |
| -------------- | ------------------ | ------- | ------ |
| chesapà        | Alabama: časi      | tapola  | moresc |
| hássey         | Alabama: haši      | ela     | sol    |
| ássick         | Alabama: nila haši | acu     | lluna  |
| chénah, chénoh | Natchez: ičina     | oqe     | ell    |
| tútcah         | Creek: tó'tka      | taca    | foc    |

Encara que ássick 'lluna' sembla una forma alibamu, és un component timucua:
| Tawasa         | Timucua  | glossa      | notes         |
| -------------- | -------- | ----------- | ------------- |
| ássick hóomah  | acu homa | lluna plena | homa 'acaba'  |
| ássick-toúquah | ela-toco | est         | toco 's'alça' |
| ássick-eachah  | ela-echa | oest        | echa 'troba'  |